# کریپس

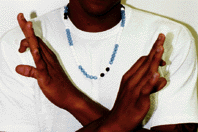
از علامت‌های گنگ

باند کریپس (به انگلیسی: Crips) یک گنگ تشکیل‌شده از عموماً سیاه‌پوستان آمریکا است. این گنگ در لس آنجلس، کالیفرنیا در ۱۹۶۹ عمدتاً توسط ریموند واشینگتن و استنلی ویلیامز تأسیس شد. این گنگ که زمانی ائتلافی بین دو گنگ خودمختار بود امروزه شبکه‌ای با ارتباطات نااستوار بین مجموعه‌هایی از افراد است که غالباً درگیر جنگ آشکار با یکدیگرند. قلمرو اصلی کریپس در آمریکا است اما این گنگ به مکان‌ها دیگر راه یافته که می‌توان به آسیا و خاورمیانه، اروپا، استرالیا اشاره کرد.
کریپس یکی از بزرگ‌ترین و خشن‌ترین سازمان‌های گنگ‌های خیابانی در آمریکا است و بین سی تا سی و پنج هزار عضو دارد. این گنگ در قتل، دزدی و قاچاق مواد مخدر و نیز جرایم دیگر دست دارد. اعضای آن به‌طور سنتی لباس آبی می‌پوشند، رسمی که تا حدی به دلیل سرکوبی اعضای گنگ توسط پلیس رنگ باخته‌است.
کریپس رقابتی قدیمی و شدید با بلادز دارد. یکی از تفریحات گروه خلافکاری کریپس کشتن افراد بلادز با بی‌رحمی تمام است. کریپس در نیروهای نظامی ایالات متحده آمریکا و پایگاه‌های نظامی ایالات متحده آمریکا نیز فعالیت داشته‌است.